# Église Saint-Vincent de Farvagny-le-Grand
Pour les articles homonymes, voir église Saint-Vincent.
L'église Saint-Vincent est une église catholique de style néo-gothique, située dans le village de Farvagny-le-Grand, sur le territoire de la commune fribourgeoise de Gibloux, en Suisse.

## Histoire

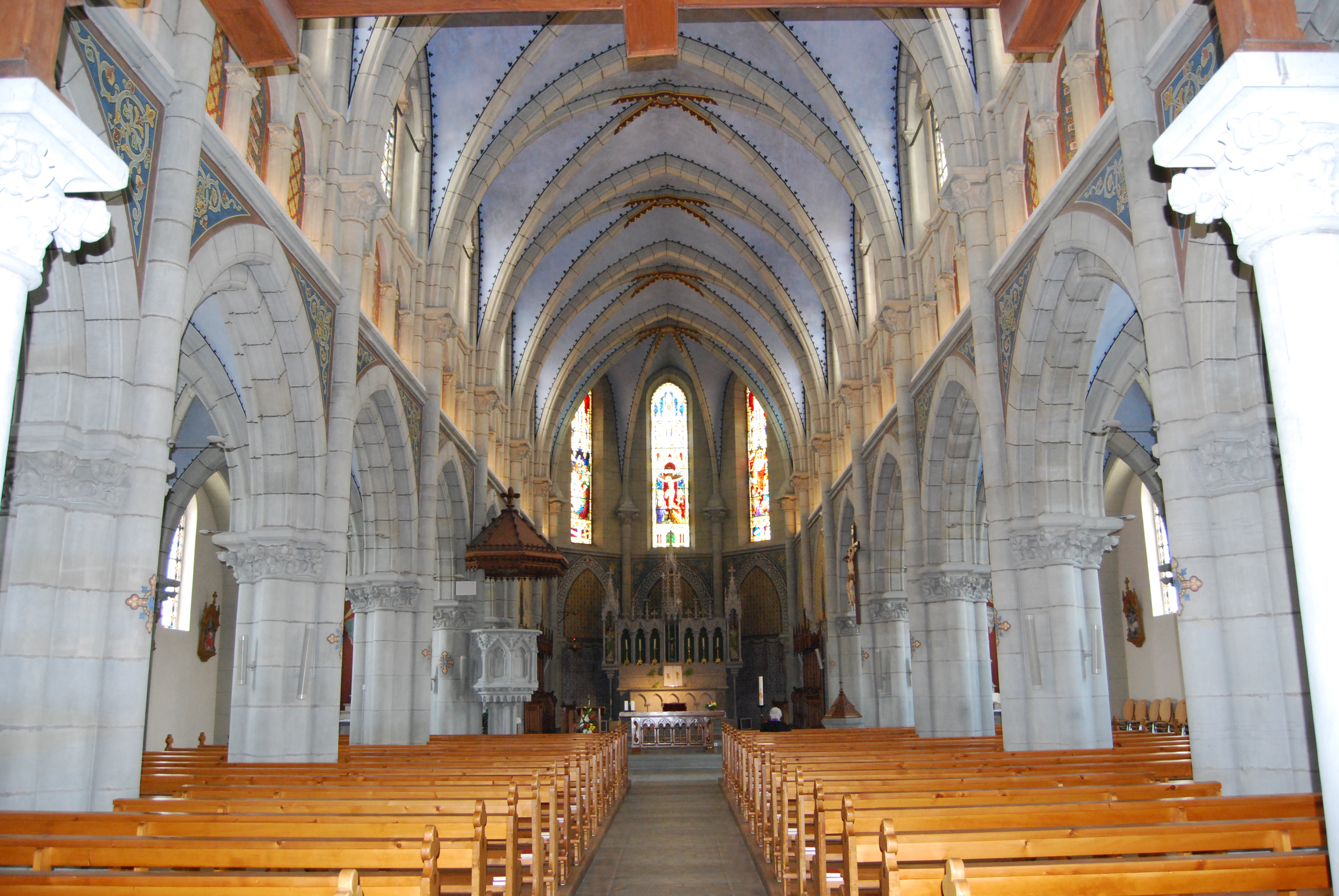
Vue de l'intérieur de l'église

La première église construite à Farvagny-le-Grand date du XIe siècle, elle se présentait sous la forme d'un clocher massif rappelant une tour, surmonté d'une flèche octogonale. Elle sera démolie et remplacée par une nouvelle église sur décision de l'assemblée paroissiale en 1888 ; le nouveau bâtiment, consacré en mai 1892 et dédié à saint Vincent, est inscrit comme bien culturel d'importance nationale.

## Cloches
L'église de Farvagny-le-Grand compte cinq cloches : les deux premières, datant de 1925, sonnent en si2 et en ré3 ; la troisième sonne en mi3 (1881) ; la quatrième, en fa#3, est la plus ancienne (1736) ; enfin, la dernière sonne en la3 et est la plus récente (1930).